# Alfredo Gatti
Pour les articles homonymes, voir Gatti.
Alfredo Gatti (né le 20 janvier 1911 à Verceil en Italie et mort à une date inconnue) est un joueur de football italien, qui jouait au poste de milieu ou attaquant.

## Biographie
Gatti commence sa carrière avec le club piémontais de la Juventus en 1926, où il ne reste qu'une saison (il y dispute son premier match le 3 octobre 1926 lors d'un succès contre l'Hellas Vérone 6-0).
Il passe ensuite la deuxième partie de sa carrière dans le club de sa ville natale du Pro Vercelli Calcio, où il reste jusqu'en 1933.